# Transferència Northern
La transferència Northern o transferència d'RNA (de l'anglès Northern blot) és una tècnica de detecció de molècules d'àcid ribonucleic (ARN) d'una seqüència donada dins d'una barreja complexa (per exemple, un ARN missatger per a un pèptid donat en una extracció d'ARN total). Per a això, es pren la barreja d'ARN i es sotmet a una electroforesi en gel per tal de separar els fragments sobre la base de la seva grandària. Després d'això, es transfereix el contingut del gel, ja resolt, a una membrana carregada positivament en la qual s'efectua la hibridació d'una sonda molecular marcada radioactiva o químicament. El nom de la tècnica deriva de la pròpia de la detecció d'àcid desoxiribonucleic (ADN), denominada Southern blot en honor del seu descobridor, d'aquesta manera, el desenvolupament de la tècnica equivalent per ARN és ocupació
 el punt cardinal oposat («northern», septentrional en anglès, enfront del meridional «southern»).